# Alán Gogáyev
Alán Kazbekovich Gogáyev –en ruso, Алан Казбекович Гогаев– (Digorá, 8 de marzo de 1990) es un deportista ruso de origen osetio que compite en lucha libre. Ganó dos medallas en el Campeonato Mundial de Lucha, plata en 2010 y bronce en 2017, y una medalla de oro en el Campeonato Europeo de Lucha de 2012.

## Palmarés internacional
| Campeonato Mundial | Campeonato Mundial | Campeonato Mundial | Campeonato Mundial |
| Año                | Lugar              | Medalla            | Categoría          |
| ------------------ | ------------------ | ------------------ | ------------------ |
| 2010               | Moscú (Rusia)      | Medalla de plata   | 66 kg              |
| 2017               | París (Francia)    | Medalla de bronce  | 65 kg              |
| Campeonato Europeo |                    |                    |                    |
| Año                | Lugar              | Medalla            | Categoría          |
| 2012               | Belgrado (Serbia)  | Medalla de oro     | 66 kg              |